# Totalbeschränktheit
Der Begriff der Totalbeschränktheit (oder Präkompaktheit) benennt eine bestimmte Beschränktheitseigenschaft eines metrischen Raums. Man kann zeigen, dass ein metrischer Raum genau dann kompakt ist, wenn er vollständig und totalbeschränkt ist.

## Definition
Eine Teilmenge {\displaystyle A} eines metrischen Raumes {\displaystyle \left(M,d\right)} heißt totalbeschränkt (oder auch präkompakt), wenn es zu jedem {\displaystyle \varepsilon >0} eine endliche Menge von Punkten {\displaystyle x_{1},\ldots ,x_{n}\in A} (ein {\displaystyle \varepsilon }-Netz) gibt, so dass
{\displaystyle A\subseteq \bigcup _{k=1}^{n}\{x\in M:d(x,x_{k})<\varepsilon \}}
gilt. Das heißt, die Teilmenge {\displaystyle A} wird für jedes {\displaystyle \varepsilon >0} von endlich vielen {\displaystyle \varepsilon }-Kugeln überdeckt.

## Äquivalente Definition
Es lässt sich zeigen, dass ein metrischer Raum genau dann totalbeschränkt ist, wenn jede Folge eine Teilfolge besitzt, die eine Cauchy-Folge ist. Dazu soll zunächst gezeigt werden, dass ein metrischer Raum totalbeschränkt ist, wenn jede Folge eine Cauchy-Teilfolge besitzt. Sei {\displaystyle x_{1}} ein Punkt des metrischen Raums {\displaystyle (M,d)}. Ein weiterer Punkt, {\displaystyle x_{2}}, liegt außerhalb des {\displaystyle \epsilon }-Balls des Punkts {\displaystyle x_{1}}, wenn {\displaystyle d(x_{1},x_{2})\geq \epsilon } gilt. Nun sei die Folge {\displaystyle \{x_{n}\}_{\infty }} definiert, wobei für benachbarte Folgenglieder {\displaystyle d(x_{n-1},x_{n})\geq \epsilon } gelten soll. Diese Folge konstruiert ein {\displaystyle \epsilon }-Netz über dem Raum {\displaystyle (M,d)}. Offensichtlich enthält diese Folge keine Cauchy-Teilfolge und widerspricht damit der ursprünglichen Annahme. Daher muss die Konstruktion des {\displaystyle \epsilon }-Netzes ab einem endlichen Index {\displaystyle M} abgeschlossen sein (ab diesem gilt {\displaystyle d(x_{m},x_{n})<\epsilon ,\forall m,n\geq M}, siehe Definition der Cauchy-Folge) und {\displaystyle (M,d)} damit totalbeschränkt sein. Nun muss noch die Umkehrung, in totalbeschränkten metrischen Raum besitzt jede Folge eine Cauchy-Teilfolge, gezeigt werden. Sei {\displaystyle S_{k}} ein {\displaystyle {\frac {1}{2^{k}}}}-Netz, welches einen totalbeschränkten metrischen Raum {\displaystyle (M,d)} überdeckt. Aus einer Folge {\displaystyle \{a_{n}\}_{\infty }} wird nun die Teilfolge {\displaystyle \{a_{n}^{(k)}\}_{\infty }} betrachtet, welche für jedes {\displaystyle k} diejenigen Folgenelemente beinhaltet, die in der {\displaystyle {\frac {1}{2^{k}}}}-Umgebung eines Punktes {\displaystyle x_{k}} des Netzes enthalten sind, sodass {\displaystyle \{a_{n}^{(k)}\}_{\infty }} Teilfolge von {\displaystyle \{a_{n}^{(k-1)}\}_{\infty }} ist. Das Netz wird nun nach diesem Schema immer weiter verfeinert. Nehmen wir nun die diagonale Teilfolge {\displaystyle \{a_{k}^{(k)}\}_{k}} der ursprünglichen Folge {\displaystyle \{a_{n}\}_{\infty }}, so gilt für {\displaystyle \forall m_{0},n_{0}\geq k_{0}}: {\displaystyle d(a_{m_{0}}^{(m_{0})},a_{n_{0}}^{(n_{0})})<{\frac {2}{2^{k_{0}}}}={\frac {1}{2^{k_{0}-1}}}}, was eine Teilfolge definiert, welche eine Cauchy-Folge ist. Damit ist die Äquivalenz gezeigt. 

## Eigenschaften
Obwohl die beiden Begriffe unabhängig voneinander in verschiedenen Kontexten entwickelt wurden, gilt die Äquivalenz:
Eine Teilmenge eines vollständigen metrischen Raumes ist genau dann totalbeschränkt, wenn sie relativ kompakt ist.
Die Motivation zur eigenständigen Betrachtung der Totalbeschränktheit liegt in der folgenden Aussage:
Ein metrischer Raum ist genau dann kompakt, wenn er vollständig und totalbeschränkt ist.
Dies ist in gewisser Weise eine Verallgemeinerung des Satzes von Heine-Borel, der aussagt, dass eine Teilmenge des {\displaystyle \mathbb {R} ^{n}} genau dann kompakt ist, wenn sie abgeschlossen und beschränkt ist.

## Verallgemeinerung auf uniforme Räume
Wie viele andere Begriffe aus der Theorie metrischer Räume lässt sich auch der Begriff totalbeschränkt bzw. präkompakt auf die Klasse der uniformen Räume verallgemeinern:
Eine Teilmenge {\displaystyle A} eines uniformen Raumes {\displaystyle \left(X,\Phi \right)} heißt präkompakt, wenn es zu jedem {\displaystyle U\in \Phi } eine endliche Menge von Punkten {\displaystyle x_{1},\ldots ,x_{n}} gibt, so dass
{\displaystyle A\subseteq \bigcup _{k=1}^{n}\{x\in X\colon (x,x_{k})\in U\}} gilt.
Äquivalent ist, dass jedes Netz ein Cauchy-Teilnetz besitzt.
Eine weitere Verallgemeinerung auf beliebige topologische Räume ist allerdings nicht möglich, denn  Totalbeschränktheit bzw. Präkompaktheit ist keine topologische Eigenschaft. So ist etwa das Intervall {\displaystyle (0,1)} zwar homöomorph zu {\displaystyle \mathbb {R} }, als metrischer Raum mit der Unterraummetrik jedoch im Gegensatz zu letzterem präkompakt.